# Periboeum atylodes
Periboeum atylodes là một loài bọ cánh cứng trong họ Cerambycidae.